# Кулан
Кула́н, джигетай (лат. Equus hemionus) — вид из семейства лошадиных. Внешне очень напоминает осла, но имеет немало общих признаков с лошадью, из-за чего кулана нередко называют полуослом. Само видовое название лат. hemionus — от др.-греч. ἡμίονος, буквально «полуосёл», то есть мул или лошак. Считается, что кулан никогда не поддавался приручению, в отличие от африканского осла.

## Характеристика
Впервые описаны были в 1775 году.
В геологической летописи известен с раннего плейстоцена Центральной Азии. В позднем плейстоцене входил в состав мамонтовой фауны и встречался на огромных территориях Северной Азии от Кавказа до Японии и Арктической Сибири (остров Бегичева).
Длина тела кулана составляет 175—200 см, длина хвоста около 40 см, высота на уровне плеч (в холке) 125 см, вес 400—500 кг. С этими показателями кулан несколько крупнее обычного домашнего осла. Половой диморфизм в размерах выражен слабо. От домашней лошади отличается более массивной головой с длинными ушными раковинами (от 17 до 25 см) и более тонкими ногами с узкими, вытянутыми копытами. Волосяной покров летом короткий, плотно прилегающий к коже, зимой волосы длиннее и извилистей. На верхней стороне шеи развита короткая, стоячая грива, которая тянется от ушных раковин до холки; «чёлки», характерной для домашней лошади, нет. Хвост короткий, тонкий, с пучком длинных волос в нижней трети.
Общий тон окраски туловища, шеи и головы песчано-жёлтого цвета различных оттенков и насыщенности, иногда доходя до красно-коричневого с сероватым оттенком. Вдоль средней линии спины и хвоста идет узкая тёмная полоса. Грива и концы ушей тёмно-бурые. Длинные волосы на конце хвоста чёрные или чёрно-бурые. Низ туловища и шеи, конец головы, внутренние части конечностей и область около хвоста светлые, почти белые.

## Распространение
На территории бывшего СССР в историческое время жил в степях Украины, Северного Кавказа, юга Западной Сибири и Забайкалья, ещё в XIX веке был распространён в Казахстане, Туркменистане и Узбекистане. В начале XX века встречался на юге Туркменистана и в восточном Казахстане, изредка заходил с территории Монголии в юго-восточное Забайкалье. Бабур-наме описывает популяцию куланов на территории современного Афганистана (Кабульская область).
В настоящее время проживает в Бадхызском заповеднике (около 700 голов) на юго-востоке Туркменистана (междуречье рек Теджен и Мургаб).
В 1953 году был завезён на остров Барсакельмес в Аральском море (120—140 голов) из Бадхызского заповедника. C 1982 года в связи с ухудшением экологической обстановки на Арале, осолонением морской воды и дефицитом пресной, часть поголовья постепенно отселялась на восток пустыни Бетпак-Дала и в правобережье реки Или. Когда остров в конце 1990-х соединился с побережьем, оставшаяся часть популяции мигрировала за водой на большую землю. В 2005 популяция в Каскакулане составляла 179 особей.
Небольшие популяции обитают на плато Капланкыр и в районе посёлков Меана и Чаача в Туркменистане, в Казахстане на территории государственного национального парка Алтын-Эмель обитает популяция кулана численностью 2690 особей, плотность 8,8 особей на 1000 га и Андасайского заказника. Около 150 особей имеются в заповеднике Аскания-Нова и на острове Бирючий на Украине.
За пределами бывшего СССР распространён в Иране, Афганистане, Монголии, Северо-Западном Китае. В голоцене доходил на западе до Румынии.
Обитает в полупустынях Центральной Азии, малочислен, сохранился только в заповедниках. В Жетысу вольные куланы встречались до 30-х г.г. XX в. по берегам р. Или., оз. Балхаш, на р. Чарын, за хр. Торыайгыр. Как напоминание о том, что куланы водились здесь издревле, звучат местные топонимы, ср. Куланбасы (Голова кулана) гора в районе хр. Малайсары, Бескулан (Пять куланов) брод. на р. Чу, пройдя по которому, по легенде, «последние пять куланов спаслись от погони». Многочисленные изображения куланов есть в урочищах с петроглифами по всей территории Алматинской области.
Численность в Республике Казахстана по годам:
|                      | 2006 | 2007 | 2008 | 2009  | 2010  | 2011  | 2012  | 2013  | 2014  | 2015  | 2016  | 2017  | 2018  | 2019  | 2020  | 2021  | 2022  |
| -------------------- | ---- | ---- | ---- | ----- | ----- | ----- | ----- | ----- | ----- | ----- | ----- | ----- | ----- | ----- | ----- | ----- | ----- |
| Кулан/Equus hemionus | 1324 | 1874 | 2086 | 2 440 | 2 477 | 2 496 | 2 920 | 3 222 | 3 420 | 3 595 | 3 807 | 3 984 | 4 103 | 4 197 | 4 255 | 4 337 | 4 413 |

## Среда обитания
Характерный обитатель сухих равнинных пустынь и полупустынь, в Туркменистане держится на полупустынных равнинах и пологих склонах холмов до высоты 300—600 метров над уровнем моря. Обширных пространств незакрепленных или слабо закрепленных песков избегает. В Северном Китае отдает предпочтение сухим степям предгорий и каменистым пустыням.

## Подвиды
О распределении куланов в подвиды существует много разногласий. В более старых научных работах различаются семь видов куланов, которые сегодня в большинстве своём считаются подвидами. Многие зоологи считают кианга отдельным видом, так как у него наблюдаются наибольшие отклонения от общих характеристик. Однако в целом все нижеперечисленные подвиды относят к одному и тому же виду.
- Онагр, или иранский кулан[5] (E. h. onager), северный Иран
- Туркменский кулан (E. h. kulan), Казахстан, Туркменистан
- Монгольский кулан[5] (E. h. hemionus), Монголия
- Индийский кулан[5] (E. h. khur), южный Иран, Пакистан, северо-западная Индия
- Кианг[5] (E. h. kiang), западный Китай, Тибет
- † Анатолийский кулан (E. h. anatoliensis), Турция
- † Сирийский кулан[5] (E. h. hemippus), Сирия, Месопотамия, Аравийский полуостров

Кианг является самым крупным из подвидов кулана, достигая 140 см в холке и весом до 400 кг. Шерсть у киангов красновато-коричневая. Сведения о киангах крайне скудны. Кианг любит плавать в воде и выдерживает условия жизни на высоте до 5,5 тысяч метров над уровнем моря. Именно на такой высоте были встречены кианги на южных склонах Гималаев и высокогорных равнинах Тибета. Долгое время киангов не было ни в одном зоопарке мира, кроме Пекина. В 1957 году двух киангов по кличке Немо и Неда продали в Рижский зоопарк. Эта пара жила до 27 лет и оставила после себя девятерых потомков. К 1984 году существовало уже 72 кианга, прямых потомка Немо и Неды. Чтобы спасти этих животных от вырождения, связанного с близкородственным скрещиванием, были закуплены в Пекине и Берлине новые кианги. Сегодня увидеть кианга можно лишь в нескольких зоопарках мира: в Москве, Риге, Пекине, Берлине и Сан-Диего (США).
По мнению ряда зоологов онагр и туркменский кулан — один и тот же подвид. Но по результатам новейших молекулярно-генетических исследований обе популяции можно отличить друг от друга. От джигетая иногда отделяют ещё один подвид — гобийского кулана (E. h. luteus).
Длина тела подвида джигетай — 210 см.
В западной части своего ареала кулан раньше встречался наряду с диким ослом. Сегодня оба вида в этих регионах в дикой природе истреблены. Жизненным пространством кулана являются засушливые полупустыни, в которых он питается негусто растущей травой. Куланы нуждаются в источниках, так как не могут долго выносить отсутствие воды.

## Приручение
Современные исследования ДНК доказывают, что все нынешние домашние ослы являются потомками африканского осла. Составленное по результатам генетических исследований генеалогическое древо чётко разделяет ослов в африканскую и азиатскую ветвь. Куланы относятся ко второй из них. Вопрос, поддаётся ли кулан одомашниванию и удавалось ли уже это в прошлом, горячо обсуждается. Некоторые не считают изображённых на древних барельефах из Месопотамии (Ур) зверей ни лошадьми, ни ослами, и делают вывод, что речь идёт о куланах, которых древние шумеры и аккадцы умели приручать и запрягать в повозки. Во всяком случае, все попытки приручения куланов, предпринятые в новое время, не имели успеха. Считается более вероятным, что в Месопотамии был одомашнен африканский осёл (который несмотря на своё название встречался и в Передней Азии). При раскопках городища Тель-Брак в Месопотамии обнаружены кости гибридов домашнего осла и кулана, которые использовались как тягловый скот в 4—3 тыс. до н. э., до распространения лошади. Сегодняшние куланы привыкают к людям в неволе, но не становятся ручными.
В Монголии считается, что куланов невозможно приручить. Название «кулан», так же, из монгольского языка образовано от слова «хулан», что означает «непобедимый, быстрый, шустрый».

## В культуре

### Нумизматика и филателия
- Почтовая марка Казахстана 1993 года
- Почтовая марка Казахстана 2003 года
- Памятная монета Банка России (2014)
- Почтовая марка Туркменистана 1992 года
- Почтовая марка СССР, 1974 год